# ミス・ユニバース2000
ミス・ユニバース2000（Miss Universe 2000、第49回ミス・ユニバース世界大会）は2000年5月12日にキプロスのニコシアのエレフセリア屋内ホールで開催された。最後にインドのララ・ダッタが優勝し、ボツワナのムプル・クェラゴベから後継者として栄冠を授けられた。79か国の代表がタイトルを目指して競った。インドの優勝は1994年以来で2度目であった。日本からは遠藤真由が出場した。

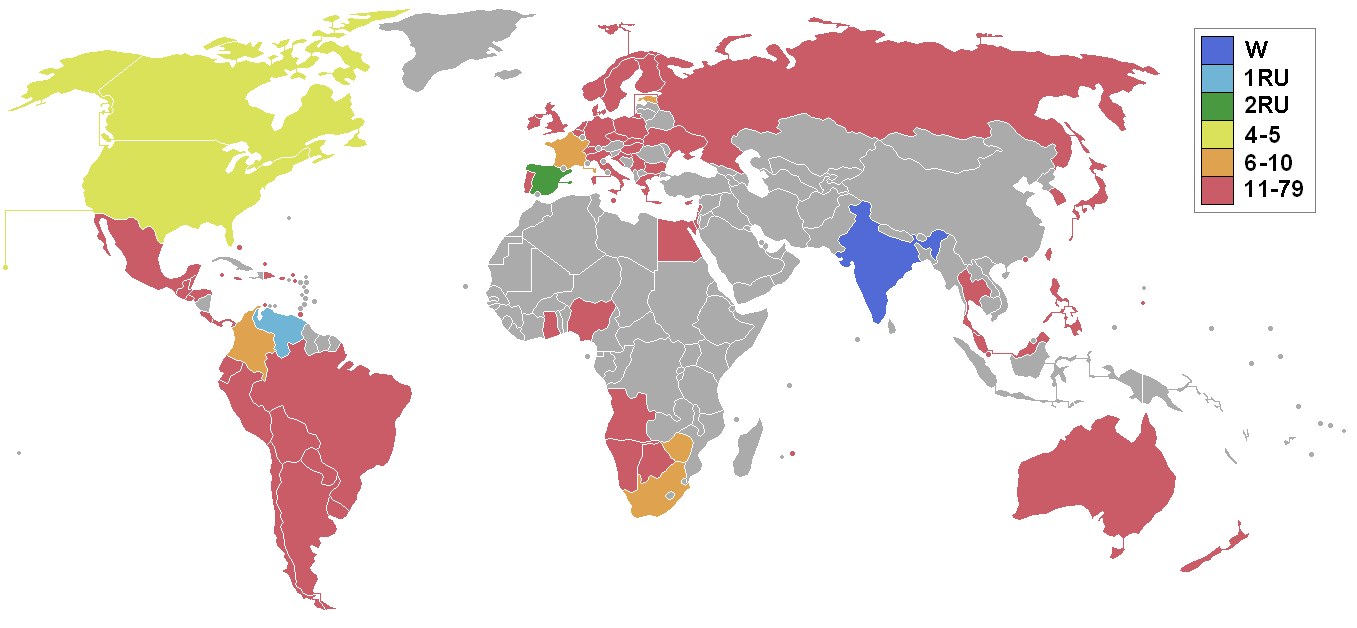
ミス・ユニバース2000の参加国と最終結果

## 最終結果

### 入賞者
| 最終結果             | 参加者 |
| -------------------- | --- |
| ミス・ユニバース2000 | - インド – ララ・ダッタ（Lara Dutta） |
| 第2位                | - ベネズエラ – クラウディア・モレノ（Claudia Moreno） |
| 第3位                | - スペイン – エレン・リンデス（Helen Lindes） |
| トップ5              | - カナダ – キム・イー（Kim Yee） - アメリカ合衆国 – ライネット・コール（Lynnette Cole）                                                                                       |
| トップ10             | - コロンビア – カタリナ・アコスタ - エストニア – エヴェリン・ミコメーキ - フランス – ソニア・ローラン - 南アフリカ共和国 – ヘザー・ハミルトン - ジンバブエ – コリンヌ・クルー |

### 特別賞
- アルバ - ミス・コンジニアリティ（タマラ・スカロニ）
- スペイン - ミス・フォトジェニック（エレン・リンデス）
- ' メキシコ - ベスト・ナショナル・コスチューム（レティシア・マレー）

## 開催都市
ニコシアは1999年7月1日に大会開催都市として発表された。キプロスは大会に350万ドルを投資した。それは大会の宣伝により、キプロス島の主要産業である観光を伸ばせると見たからである。
保守的なキプロスの教会指導者たちは島で大会を開催するという決定に抗議した。彼らはキリスト生誕2000年祭のほうが重要であり、大会は恥ずべきもので女性の裸を氾濫させると主張した。